# Orient Watch
Die Orient Watch (jap. オリエント時計株式会社, Orient Tokei/Dokei Kabushiki-gaisha, engl. Orient Watch Co., Ltd.) ist ein japanischer Uhrenhersteller, der 1950 als Tama Keiki mit Sitz in Chiyoda, Tokio, gegründet wurde. 1951 erfolgte die Umfirmierung in Orient Watch. Seit 1960 vertreibt das Unternehmen Uhren mit Automatik- und Quarzwerken auch international. 2017 ging Orient Watch in der Seiko Epson Group auf, die seit 2001 eine Mehrheitsbeteiligung hielt und 2009 sämtliche Anteile der Orient Watch Co. Ltd. übernommen hatte.

## Geschichte

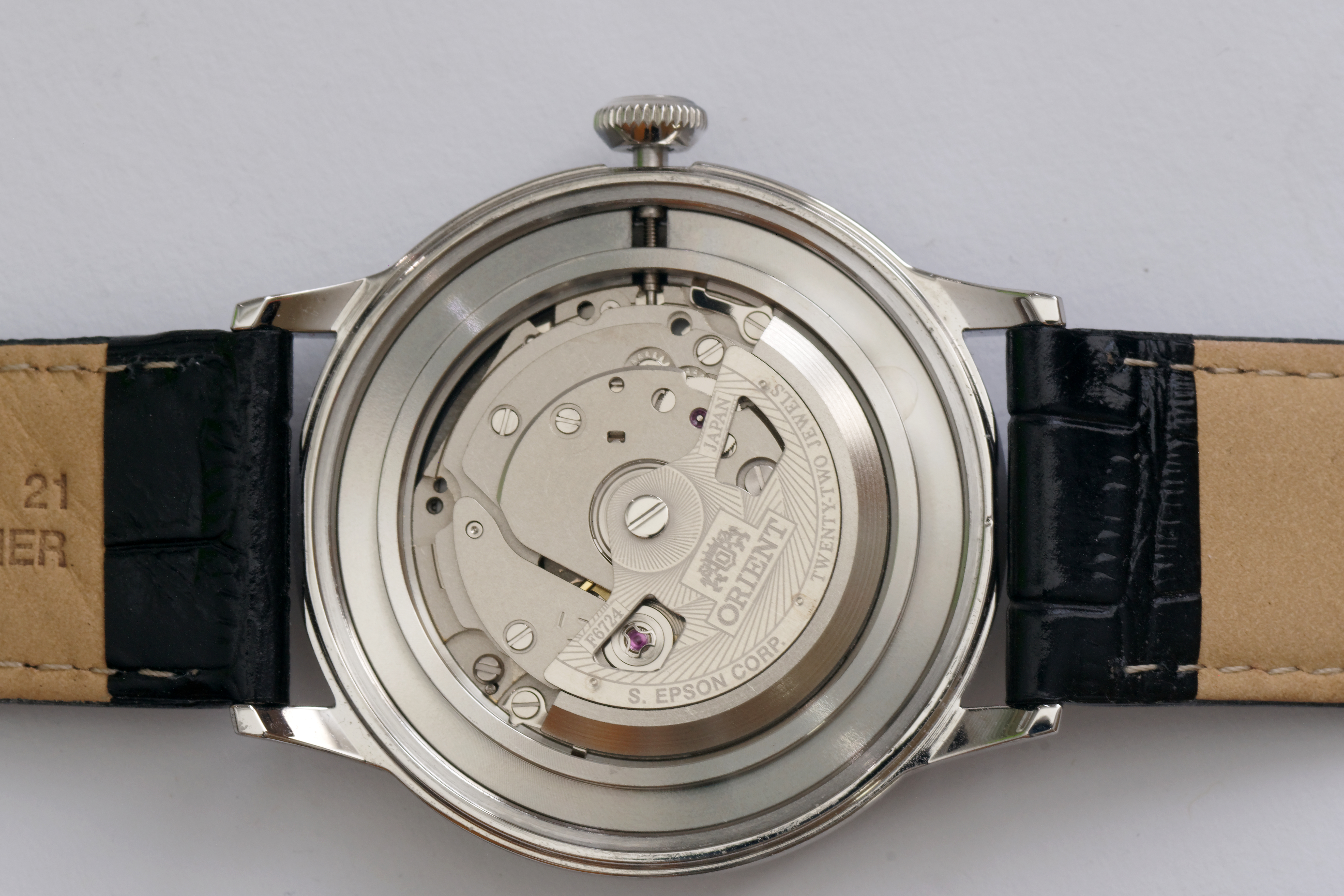
Mechanisches Orient-Uhrwerk

Die Geschichte des Unternehmens reicht in das Jahr 1901 zurück, als Shōgorō Yoshida (吉田 庄五郎), der Gründer, ein Uhrengeschäft in Tokio eröffnete.
1950 brachte Tama Keiki mit der „New Orient“ die erste eigene Uhr in den Handel. 1951 erfolgte die Umfirmierung in Orient Watch und die Ankündigung eines zweiten Uhrenmodells mit dem Namen „Orient Star“. 1958 folgte mit der „Royal Orient“ die erste wasserdichte Armbanduhr des Herstellers, 1964 erschien die erste Taucheruhr.
Der 1965 erschienene „Orient Weekly Auto King Diver“ gilt als eine der berühmtesten Uhren des Herstellers und erfuhr zum 70. Firmenjubiläum eine Neuauflage. 1969 brachte Orient die Modellreihe „Fineness“ mit dem Automatikuhrwerk 3990 heraus, das mit 3,9 mm Bauhöhe besonders dünn war. 1970 folgte das Kaliber 9980 mit zehn Schwingungen pro Sekunde.
Lange Zeit war Orient nach Citizen und Seiko, die Nummer drei der großen japanischen Uhrenhersteller, bevor es in den 1970er Jahren von Casio verdrängt wurde.
Die Quarzkrise in den 1970er und 1980er Jahren ging nicht spurlos an Orient vorbei. Das Unternehmen stellte die Entwicklung und Produktion von Automatikuhren vorübergehend ein, nahm sie 1991 aber wieder auf.
1986 gründet das Unternehmen mit der Tochtergesellschaft Akita Orient Seimitsu Co., Ltd. (heute Akita Epson Corporation) einen Produktionsstandort in Japan, an dem auch Komponenten für Drucker gefertigt wurden.
1996 brachte Orient unter der Marke „Orient Star“ ein Modell mit Gangreserveanzeige auf den Markt. „Orient Star“ ist seither die Marke für die höherklassigen Uhren des Herstellers. 2004 belebte das Unternehmen die Marke „Royal Orient“ als Modellreihe der Spitzenklasse wieder, stellte die Produktion aber 2017 wieder ein.
Schwerpunkt der Unternehmenstätigkeit bleiben Automatikuhren, nur rund 20 Prozent der Produktion sind Quarzuhren. Die jährliche Produktion liegt bei rund 2,3 Millionen Stück (2010). Neben Japan ist Europa der wichtigste Markt für das Unternehmen.

## Übernahme durch Seiko Epson
Seiko Epson erwarb 2001 eine Mehrheitsbeteiligung an Orient Watch und übernahm das Unternehmen 2009 ganz. Zum Geschäftsjahr 2017 ging Orient Watch vollständig in Seiko Epson auf. Seither übernimmt Seiko Epson Herstellung und Vertrieb von Uhren der Marken „Orient“ und „Orient Star“. Während die Uhrwerke bei Akita Epson in Japan hergestellt werden, betreibt das Unternehmen verschiedene Fertigungsstätten im Ausland, darunter eine Uhrenfabrik im chinesischen Shenzhen.

## Produkte
- Armbanduhren, insbesondere Automatikuhren
- Mechanische Armbanduhrwerke
- Taschenuhren und Taschenuhrenwerke
- Quarzwerke
- Taucheruhren, auch Automatikuhren